# Sismo de Sumatra em 2016
O sismo de Sumatra em 2016 foi um sismo de magnitude 7.8 que ocorreu em 2 de março de 2016 no Oceano Índico a aproximadamente 800 km ao sudoeste da ilha de Sumatra, na Indonésia. O tremor aconteceu às 19:49 na hora local (UTC+7; 12:49 UTC) a uma profundidade de 24 km. Alertas de tsunami foram emitidos para a Indonésia e Austrália, mas foram cancelados duas horas depois. Não há registos oficiais de pessoas mortas ou feridas.